# Łódź

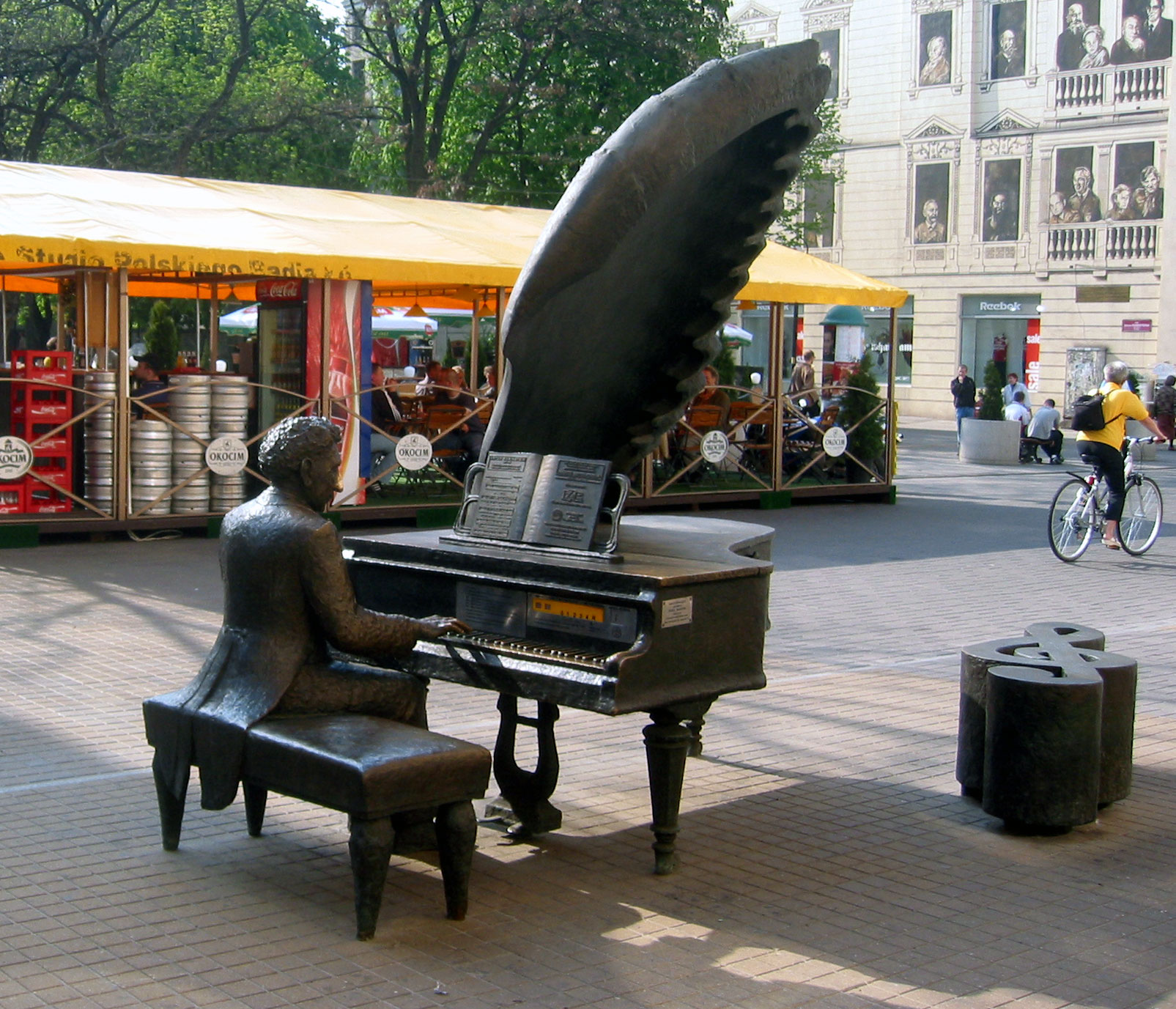
Escultura d'Arthur Rubinstein.

Łódź ( 'wut͡ɕ (?·pàg.)) és la tercera ciutat més gran de Polònia i és la capital del voivodat de Łódź. El 2016 tenia 698.688 habitants. Està situada al centre del país, a 121 km al sud-oest de la capital, Varsòvia.
L'escut de la ciutat de les armes és un exemple d'armes parlants: representa un bot, que fa referència al nom de la ciutat, que es tradueix literalment com a "bot".

## Història
Łódź apareix per primer cop escrit el 1332, en un document que cedia el poble de Łodzia als bisbes de Włocławek. El 1423 el rei Władysław Jagiełło garantí drets de ciutat a la vila. Des de llavors i fins al segle xviii romangué com un petit poble entre Masòvia i Silèsia.
Łódź ha estat la vila amb un creixement més ràpid de Polònia. El poblet original de 767 habitants del 1806 passà a ser una ciutat amb 340.000 habitants cap a la fi del segle xix, en esdevenir un centre de la indústria tèxtil, anomenada la «Manchester polonesa». La transició del comunisme al capitalisme donà un cop fort a Łódź. La població disminuí en 100.000 habitants en més d'una dècada. No obstant això, l'economia millora any. L'atur es reduí del 20 al 6 percent entre 2004 i 2008.

## Persones il·lustres
- Daniel Amit (1938–2007), físic israelià.
- Yehuda Ashlag (1885–1954), rabí.
- Grażyna Bacewicz (1909–1969), compositora, pianista i violinista.
- Aleksander Bardini (1913–1995), director de teatre i actor.
- Andrzej Bartkowiak (nascut el 1950), càmera i director de cinema.
- Jurek Becker (1937–1997), escriptor.
- Sylwester Bednarek (nascut el 1989), atleta de salt d'alçada.
- Marek Belka (nascut el 1952), polític i primer ministre de 2004 a 2005.
- Karolina Bielawska (nascuda el 1999), model i Miss Món 2021.
- Kazimierz Brandys (1916–2000), escriptor.
- Artur Brauner (1918–2019), productor de cinema.
- Edward G. Brisch (1901–1960), expert en codificació i classificació industrial.
- Jacob Bronowski (1908–1974), escriptor, matemàtic i la principal figura acadèmica de la televisió britànica dels anys setanta.
- Sabina Citron (1928–2023), supervivent de l'Holocaust, activista i autora.
- Bat-Sheva Dagan (1925–2024), supervivent de l'holocaust, professora, psicòloga.
- Karl Dedecius (1921–2016), traductor.
- Elizabeth Diller (nascuda el 1954), arquitecta nacionalitzada estatunidenca.
- Marek Edelman (1919/1922–2009), activista polític i social i cardiòleg.
- Jacob Eisner (nascut el 1947), jugador de bàsquet nacionalitzat israelià.
- Max Factor Sr. (1877–1938), empresari, fundador de l'empresa de cosmètics Max Factor.
- Magdalena Fręch (nascuda el 1997), jugadora de tennis.
- Dov Freiberg (1927–2008), supervivent de l'holocaust i escriptor, testimoni al judici d'Eichmann i del cas John Demjanjuk.
- Joseph Friedenson (1922–2013), supervivent de l'holocaust i escriptor en ídix.
- Piotr Fronczewski (nascut el 1946), actor i cantant de cabaret i teatre.
- Maciej Golubiewski (nascut el 1976), politòleg i diplomàtic.
- Marcin Gortat (nascut el 1984), jugador de bàsquet.
- Mendel Grossman (1913–1945), fotògraf del gueto de Łódź.
- Józef Hecht (1891–1951), gravador i estampador.
- Jerzy Janowicz (nascut el 1990), tennista.
- Josef Joffe (nascut el 1944), periodista.
- Michał Kalecki (1899–1970), economista que contribuí notablement a la teoria del creixement econòmic dels països socialistes i dels països en vies de desenvolupament.
- Roman Kantor (1912–1943), tirador d'esgrima.
- Jan Karski (1914–2000), lluitador de la resistència polonesa, i diplomàtic durant Segona Guerra Mundial.
- Aharon Katzir (1914–1972), pioner israelià en l'estudi de l'electroquímica del biopolímer. Mort a la Massacre de l'aeroport de Lod.
- Paul Kletzki (1900–1973), director d'orquestra.
- Katarzyna Kobro (1898–1951), escultora.
- Lea Koenig (nascuda el 1929), actriu israeliana.
- Tomasz Konieczny (nascut el 1972), cantant d'òpera.
- Jerzy Kosinski (1933–1991), escriptor.
- Jan Kowalewski (1892–1965), criptòleg.
- Karolina Kowalkiewicz (nascuda el 1985), esportista d'arts marcials mixtes.
- Feliks W. Kres (1966–2022), escriptor de fantasia.
- Teresa Kubiak (nascuda el 1937), soprano.
- Anna Lewandowska (nascuda el 1988), karateka i nutricionista.
- Nathan Lewin, advocat nacionalitzat estatunidenc.
- Daniel Libeskind (nascut el 1946), arquitecte.
- Eliezer Livneh (1902–1975), activista sionista, periodista, publicista i polític israelià.
- Mikołaj Marczyk (nascut el 1995), pilot de ral·li.
- Binyamin Mintz (1903–1961),polític israelià i Ministre de Serveis Postals.
- Tadeusz Miciński (1873–1918), poeta.
- Izabella Miko (nascuda el 1981), actriu.
- Stanisław Mikulski (1929–2014), actor.
- Ruth Minsky Sender (1926–2024), escriptora i supervivent de l'holocaust.
- Zew Wawa Morejno (1916–2011), últim rabí de la República Popular de Polònia.
- Henry Morgentaler (1923–2013), metge.
- Herman Muntz (1884-1956), matemàtic.
- Konstantin Petrovich Nechaev (1883–1946), oficial de l'Exèrcit Imperial Rus i líder del Moviment Blanc, que va comandar un gran exèrcit mercenari rus a la Xina.
- Zbigniew Nienacki (1929–1994), escriptor.
- Marek Olędzki (nascut el 1951), arqueòleg.
- Marian P. Opala (1921–2010), jutge del Tribunal Suprem d'Oklahoma als EUA.
- Adam Palma (nascut el 1974), professor de guitarra.
- Aghvan Papikyan (nascut el 1994), jugador de futbol internacional polonès-armeni.
- Władysław Pasikowski (nascut el 1959), director de cinema.
- Roman Polanski (nascut el 1933), director de cinema.
- Abraham Plessner (1900-1961), matemàtic.
- Piotr Pustelnik (nascut el 1951), escalador alpí i d'alta muntanya, el 20è home a escalar els 14 vuit mils.
- Ze'ev Raban (de naixement Wolf Rawicki (Ravitzki), 1890–1970), pintor i escultor israelià.
- Adolph Moses Radin (1848–1909), rabí.
- Paul Radin (1883-1959), antropòleg.
- Damian Radowicz (nascut el 1989), futbolista.
- Władysław Reymont (1867–1925), escriptor, guanyador del Premi Nobel de Literatura l'any 1924.[1]
- Joseph Rotblat (1908–2005), físic, guanyador del premi Nobel de la Pau l'any 1995.[2]
- Stefan Rozental (1903–1994), físic nuclear.
- Arthur Rubinstein (1887–1982), pianista.
- Arnold Rutkowski, cantant d'òpera.
- Zbigniew Rybczyński (nascut el 1949), cineasta, director de fotografia i guionista.
- Marek Saganowski (nascut el 1978), futbolista.
- Andrzej Sapkowski (nascut el 1948), escriptor de literatura fantàstica.
- Karl Wilhelm Scheibler (1820–1881), empresari i fabricant tèxtil.
- Ebi Smolarek (nascut el 1981), futbolista.
- Piotr Sobociński (1958–2001), director de fotografia.
- Andrzej Sontag (nascut el 1952), atleta de triple salt.
- Natan Spigel (1900–1942), pintor.
- Władysław Strzemiński (1893–1952), pintor.
- Borys Szyc (nascut el 1978), actor i músic.
- Arthur Szyk (1894–1951), artista.
- Adam Szymczyk (nascut el 1970), crític d'art i comissari.
- Alexandre Tansman (1897–1986), compositor i pianista.
- Jack Tramiel (1928–2012), empresari i fundador de Commodore.
- Julian Tuwim (1894–1953), poeta.
- Andrzej Udalski (nascut el 1957), astrònom i astrofísic.
- Miś Uszatek, personatge de la sèrie de televisió de ninots animats "Les històries de l'osset Faluc".
- Sławosz Uznański-Wiśniewski (nascut el 1984), enginyer i astronauta de reserva de l'Agència Espacial Europea.
- Avraham Verdiger (1921–2013), polític israelià.
- Istvan Vizvary, escriptor de ciència-ficció.
- Michał Wiśniewski (nascut el 1972), cantant.
- Paweł Zatorski (nascut el 1990), jugador de voleibol.
- Hanna Zdanowska (nascuda el 1959), política i alcaldessa de Łódź des del 2010.
- Aleksandra Ziółkowska-Boehm (nascuda el 1949), escriptora.

## Ciutats agermanades
Łódź manté una relació d'agermanament amb les següents ciutats:
- Barreiro (Portugal), 1996.
- Chemnitz (Alemanya), 2003.
- Chengdu (RP Xina), 2015.
- Córdoba (Argentina)
- Guangzhou (RP Xina), 2014.
- Kaliningrad (Rússia)
- Lió (França), 1991.
- Lviv (Ucraïna), 2001.
- Múrcia (Espanya), 1998.
- Odessa (Ucraïna), 1993.
- Puebla de Zaragoza (Mèxic), 1995
- Rustavi (Geòrgia), 1995.
- Stuttgart (Alemanya), 1988.
- Szeged (Hongria), 2004.
- Tampere (Finlàndia), 1990.
- Tel-Aviv (Israel), 1994.
- Tianjin (RP Xina), 1993.
- Vilnius (Lituània), 1991.
- Tainan (República de la Xina), 2025.